# بوهدان شرشون
بوهدان شرشون (اوکراینی: Богдан Миколайович Шершун؛ زادهٔ ۱۴ مهٔ ۱۹۸۱) بازیکن فوتبال اهل اوکراین است.
از باشگاه‌هایی که در آن بازی کرده‌است می‌توان به باشگاه فوتبال کریفباس کریفیی ریه، باشگاه فوتبال زسکا مسکو، باشگاه فوتبال دنیپرو، و باشگاه فوتبال آرسنال کی‌یف اشاره کرد.
وی همچنین در تیم‌های ملی فوتبال زیر ۲۱ سال اوکراین و اوکراین بازی کرده‌است.